# Santa Olga (Maule)
Santa Olga es una localidad chilena, perteneciente a la comuna de Constitución, Región del Maule. Es un pueblo cuyo origen está en la industria forestal, y está ubicado en la cuenca del Maule. En sus cercanías nace el río Purapel.

## Historia
Santa Olga surgió en la década de 1960 como un asentamiento irregular, que fue creado por los trabajadores de la Celulosa Arauco. En abril del año 2016, sesenta familias del pueblo regularizaron su situación legal, siéndoles otorgados títulos de dominio sobre los terrenos que ocupaban sus viviendas.
En el censo de 1992 la localidad registró 436 viviendas, con una población de 1800 personas y en el censo de 2002, el pueblo tenía una población de 2612 habitantes y 714 viviendas en una superficie de aproximadamente 0,83 Kilómetros cuadrados. A inicios de 2017, tenía alrededor de 1000 viviendas, y unos cinco mil habitantes, los que en su mayoría trabajaban para la Celulosa Arauco y Constitución o en actividades de tipo agropecuarias.

### Incendio de 2017 y reconstrucción

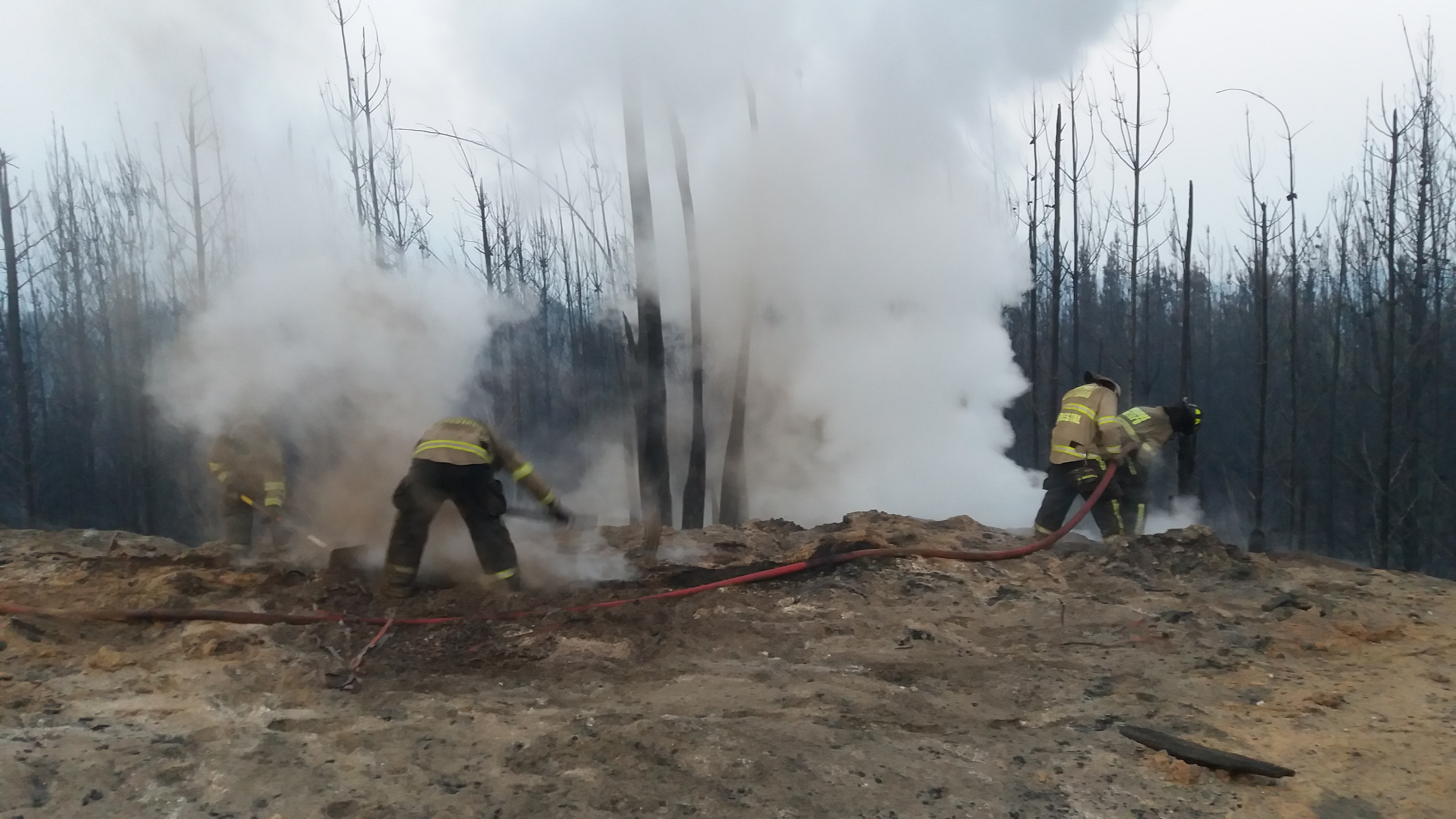
Bomberos apagando el fuego en las proximidades de Santa Olga, en enero de 2017.

La madrugada del 26 de enero de 2017, la localidad se vio afectada por un incendio que la destruyó prácticamente en su totalidad, afectando a mil viviendas, además de ser consumidas instalaciones como el cuartel de bomberos, el liceo, el jardín infantil, entre otras. Según expertos, la dependencia del sector maderero y la falta de reconversión productiva, amenazan con que Santa Olga se transforme en un pueblo dormitorio.
Tras la catástrofe se inició la reconstrucción del pueblo, la que en enero de 2018, a un año del siniestro, se estimaba en 40%, mientras que para inicios de 2020 alcanzaba un 70%. Como parte de las obras se han inaugurado el Liceo Polivalente Enrique Mac Iver en febrero de 2019, el terminal de buses de la localidad en enero de 2020, y el Parque Urbano Santa Olga, de 1,5 hectáreas de extensión, en noviembre de 2020. Ese mismo mes se inició la reconstrucción del templo católico que fue destruido por el incendio.